# Šumarski list
Šumarski list je znanstveno-stručno i staleško glasilo Hrvatskoga šumarskoga društva (Journal of Forestry Society of Croatia).
Prvi je puta izašao 1. siječnja 1877. godine i neprekidno izlazi do današnjeg dana. Prisutnost vlastitog časopisa u hrvatskoj šumarskoj struci, neizmjerno je važno za razvoj šumarstva i za razvoj prerade drva u Hrvatskoj. Šumarski list zamišljen je na početku kao staleški, društveni, stručni i razvojno-znanstveni časopis, sa zadaćom da redovito izvješćuje o zbivanjima u vlastitoj udruzi te daje informacije o šumarstvu u našoj zemlji i svijetu. Glasilo je do danas zadržalo dogovoreni ustroj uz znatno povećanje stručnih i znanstvenih napisa i tiskano je do sada u preko 1000 svazaka, uz suradnju 1650 autora.
U više navrata Šumarski list je mijenjao i izgled. U prve četiri godine tiska se dvojezično - hrvatski i njemački, a od petoga godišta samo na hrvatskome jeziku. Za vrijeme prve Jugoslavije tiska se izmjenično latinicom i ćirilicom, ali je svega nekoliko brojeva tiskano ćirilicom. Značajno obilježje časopisa je njegovo neprekidno izlaženje. Ono nije nikada prekinuto, ni za Prvog ni za Drugoga svjetskog rata, a niti za Hrvate u politički teškim danima u doba Austro-Ugarske Monarhije te kraljevske i komunističke Jugoslavije.
U razdoblju od 1846. do 1876. godine, dakle od osnivanja Hrvatsko-slavonskoga šumarskog društva do prvoga broja Šumarskoga lista, šumarski pisci u Hrvatskoj javljaju se u časopisu Hrvatsko-slavonskog gospodarskog društva "List mesečni", a kasnije u šumarskome godišnjaku Trudovi.
Godišnjak Trudovi prvijenac je hrvatskoga stručnog pa i staleškog tiska. Tek 1876. počinje izlaziti "Liječnički viestnik", a već početkom sljedeće 1877. godine, izlazi prvi broj Šumarskog lista. Prema Društvenim pravilima list uređuje Upravljajući odbor, a u zbilji ga uređuje društveni tajnik. Tako je i prvi broj uredio i za tisak pripremio tajnik Vladoj Köröškenyi, koji nažalost prvi broj Šumarskog lista nije vidio jer je obolio i umro 2. prosinca 1876. godine. Naslijedio ga je Mijo Vrbanić, koji je obavljao uredničku dužnost do 1880. godine. Jedan od kasnijih urednika, bio je i Josip Kozarac.
Šumarski list je vrlo ažuran u praćenju društvenih zbivanja udruge. Bilježi se svaka skupština, svi sastanci upravnih odbora i drugi stručni društveni skupovi. Skupština se, u pravilu, sastoji iz dva dijela - društvenoga i stručnog. Stručni je dio posvećen aktualnoj problematici struke, a predavači su poznati stručnjaci bilo iz šumarske prakse ili pak profesori Križevačkoga šumarskog učilišta, a kasnije Kraljevske šumarske akademije i Šumarskog fakulteta Sveučilišta u Zagrebu.
Početkom 2008. godine pokrenuto je i web izdanje časopisa, a krajem iste godine završena je digitalizacija časopisa i cijelo izdanje od 1877. godine pa do posljednjeg izašlog broja dostupno je u punom obimu na webu. 
| Impresum:                                 |
| ISSN No.: 0373-1332                       |
| UDC 630* (05):»54-02«/061.2               |
| Naklada: 1650                             |
| Izdavač: Hrvatsko šumarsko društvo        |
| Glavni urednik: prof.dr. Josip Margaletić |
| Tehnički urednik: Hranislav Jakovac       |

## Vanjske poveznice
- Mrežne stranice časopisa, s mrežnim izdanjem i digitalnom arhivom  Arhivirana inačica izvorne stranice od 30. siječnja 2009. (Wayback Machine)
- Šumarski list na stranicama Hrčka
- Šumarski list Hrvatska tehnička enciklopedija, portal hrvatske tehničke baštine. LZMK